# ملانیا آبوویان
ملانیا هاروتیونی آبوویان (ارمنی: Մելանյա Հարությունի Աբովյան؛ انگلیسی: Melanya Abovyan زادهٔ ۷ مهٔ ۱۹۴۴) خواننده اپرا سوپرانو اهل ارمنستان است.

## زندگی‌نامه
وی در ۷ مه در آلاوردی به دنیا آمد و از کنسرواتوار دولتی کومیتاس ایروان (۱۹۷۲) فارغ‌التحصیل گشت. وی از ۱۹۷۲ در شورای رادیو و تلویزیون و از ۱۹۷۴ در های‌فیلارمونیک فعالیت کرده است. از ۱۹۸۸ در ایالات متحده آمریکا اقامت دارد